# 特呂西爾
特呂西爾（挪威語：Trysil）是挪威的一個市镇，位於内陆郡，行政中心为因比格達村。市镇面积为3,014平方公里，人口数量为6,955人（2004年），人口密度为每平方公里2人。